# Miau (juego de cartas)
Miau es un juego de cartas que normalmente se juega con la baraja española, a pesar de que se pueda realizar con otras.

## Historia
Nació sobre el año 1993 en Nava (Coahuila) concretamente de la colonia bosques y fue transmitido entre los jóvenes eunucos de la generación de 1993 de la colonia perdurando hasta la actualidad.

## Normas
- Se deben jugar de tres personas hasta doce; en caso de haber más de cinco jugadores se deberá añadir otra baraja
- Las partidas comienzan con cinco cartas y una carta descubierta de la baraja
- Se juega siempre con el mismo palo, es decir, todo bastos, todo espadas, etcétera.
- En caso de no jugar en el mismo palo, se puede hacer en el mismo número
- Los comodines cambian de palo, al igual que el número 3
- Cada número tiene un valor (mire abajo)

## Valor de los números
1. Se reparte tres cartas a todos los jugadores
2. El que diga algo tendrá que robar una carta por cada segundo hablado
3. Se usa como comodín, sirve para cambiar de palo, también sirve para cortar las tiradas de la carta del rey
4. No tiene valor
5. Se echa la carta e inmediatamente todos tienen que poner la mano, el último roba carta
6. No tiene valor
7. Salta al siguiente y encima la persona que ha sido saltada roba carta
8. No tiene valor
9. No tiene valor
10. Cambia el sentido del juego
11. Salta al siguiente
12. Solo puedes tirar el rey en la partida, si no puedes roba y si sigues sin poder pasa al siguiente, en el caso de que ya haya dado la vuelta a todos los jugadores y le toque al que tiró el naipe, ya podrá tirar una carta del mismo palo, aunque sea de diferente número de 12 y 3 o del comodín

## ¿Quién gana?
El primero que se quede sin cartas

## ¿Quién pierde?
El que quede con cartas hasta que todos hayan acabado, este deberá de barajar como premio a su partida perdida.